# Geoff Twentyman
Geoffrey „Geoff“ Twentyman (* 19. Januar 1930 in Brampton; † 16. Februar 2004 in Southport) war ein englischer Fußballspieler und -trainer. Er war nach seiner aktiven Karriere bei Carlisle United, dem FC Liverpool und Ballymena United am meisten bekannt als langjähriger Scout zwischen 1967 und 1986 in Liverpool unter den Trainern Bill Shankly, Bob Paisley, Joe Fagan und Kenny Dalglish.

## Sportlicher Werdegang

### Carlisle United
Twentyman wurde in Brampton geboren, am Rand der nordenglischen Stadt Carlisle gelegen. Dort fiel er als Spieler der Swift Rovers in der Carlisle and District League auf und wechselte 1947 als „Teilzeitprofi“ zum Drittligisten Carlisle United. Er debütierte im Alter von 17 Jahren und vier Monaten gegen den AFC New Brighton (2:2) am 26. Mai 1947 und war der bis dahin jüngste Spieler, der in Carlisles erster Mannschaft aufgelaufen war. Trainer Ivor Broadis erkannte in dem beidfüßigen Talent großes Potential, führte Twentyman aber zunächst behutsam in den Profifußball ein. In der zweiten Hälfte der Saison 1948/49 entwickelte sich dieser dann zum Stammspieler und machte sich als körperlich robuster Fußballer einen Namen. Im März 1949 übernahm Bill Shankly die Trainernachfolge im Brunton Park und setzte Twentyman fortan als Mittelläufer ein. Gemeinsam mit Dennis Stokoe bildete er eine zentrale Achse im Abwehrverbund von Carlisle United, das in der Saison 1949/50 nur 20 Gegentore in 21 Heimspielen kassierte und einen vergleichsweise guten neunten Platz belegte.
Als Twentyman anschließend seinen Wehrdienst antrat, drohte ihm häufige Fußballpausen, aber nach Shankly erfolgreicher Intervention beim War Office konnte er für 32 Spiele freigestellt werden. Shankly betonte die Dringlichkeit damit, dass Carlisle „nur mit Twentyman die Drittligameisterschaft in der Saison 1950/51 gewinnen könne“. Das gemeinsame Ziel verfehlte die Mannschaft jedoch auf dem dritten Abschlusstabellenplatz und Shankly verließ Carlisle im Sommer Richtung Grimsby Town. Gut zwei Jahre kehrte auch Twentyman dem Klub den Rücken und im Dezember 1953 heuerte er beim Erstligisten FC Liverpool an (Shankly war zu diesem Zeitpunkt noch in Grimsby beschäftigt). Twentymans Weggang hatte auch finanzielle Gründe, denn ein Brandschaden im Stadion hatte Carlisle in finanzielle Nöte manövriert und so ließ ihn Trainer Fred Emery für eine Ablösesumme von 10.000 Pfund gehen.

### FC Liverpool
Da in der Abwehrmitte der englische Nationalspieler Laurie Hughes (und später Dick White) einen Stammplatz hatte, musste Twentyman zumeist als linker Außenläufer agieren. Dazu endete die noch laufende Saison 1953/54 enttäuschend mit dem Abstieg als Tabellenletzter. Auch der anvisierte Wiederaufstieg gestaltete sich problematisch und nach einem Mittelfeldrang in der Spielzeit 1954/55 verpasste Twentyman mit Liverpool in den beiden nächsten Jahren jeweils auf dem dritten Platz die Erstligarückkehr nur knapp. Zwar hatte er dabei regelmäßig gespielt und zehn Tore geschossen, aber er verdeutlichte seine Unzufriedenheit über die ungeliebte linke Läuferposition dadurch, dass er im Februar 1957 mit seinem Weggang drohte. Im Januar 1959 fand die sportliche Entwicklung einen neuen Tiefpunkt, als Twentyman mit seinen Mannen im FA Cup sensationell dem unterklassigen Klub Worcester City unterlag. Im weiteren Verlauf des Jahres musste dann Trainer Phil Taylor seinen Platz räumen. Er wurde zwei Wochen später im November 1959 durch Shankly ersetzt. Obwohl Shankly Twentyman um einen Verbleib in Liverpool bat, hatte dieser sich dazu entschlossen, den Weg über die Irische See anzutreten, um die Funktion des Spielertrainers beim nordirischen Klub Ballymena United zu übernehmen.

### Karriereausklang
Unter Twentymans Regie zwischen 1960 und 1963 war der irische Klub relativ erfolgreich, ohne jedoch eine Meisterschaft gewinnen zu können. Daraufhin kehrte der mittlerweile 33-Jährige nach Carlisle zurück. Der Verein war gerade in die vierte Liga abgestiegen und peilte den direkten Wiederaufstieg an. Die Rückkehr in die Drittklassigkeit gelang schließlich, aber auf dem Weg zur Vizemeisterschaft hatte Twentyman mit zehn Ligaeinsätzen nur marginal zum Erfolg beigetragen. Das Angebot, im Trainerstab von Carlisle United weiterzuarbeiten, schlug er aus. Stattdessen engagierte er sich Mitte der 1960er-Jahre für den FC Morecambe, Hartlepools United und den FC Penrith. In Hartlepool war er dabei nach nur kurzer Zeit durch Brian Clough ersetzt worden und Twentyman stand Clough anschließend ausgesprochen ablehnend gegenüber. Sein alter Förderer Shankly bot ihm 1967 eine Beschäftigung als Chefscout des FC Liverpool an; das Angebot nahm Twentyman an und kehrte zu den „Reds“ zurück, die mittlerweile in die höchste englische Spielklasse zurückgekehrt waren.

### Twentyman als Scout
Twentyman arbeitete fast zwei Jahrzehnte als Talentsucher beim FC Liverpool. Namhafte Spieler waren zunächst John Toshack, Kevin Keegan, Terry McDermott, Joey Jones, Phil Neal, Alan Hansen, Gary Gillespie und Alan Kennedy. Dazu kamen noch eine Reihe von ihm zugeschriebenen prominenten Entdeckungen, die bei anderen Vereinen landeten, wie Trevor Francis, Andy Gray und Martin Buchan. In der Spätphase seiner Liverpool-Zeit folgten Ian Rush, Steve Nicol, Bruce Grobbelaar und Jim Magilton. Zwischen 1967 und 1986 gewann Liverpool neun englische Meisterschaften, sechs Pokalausgaben und sechs Mal einen bedeutenden europäischen Pokal. Neben Shankly arbeitete Twentyman in dieser Zeit unter Bob Paisley, Joe Fagan und Kenny Dalglish. Das Ende seiner Ära wurde 1985 eingeläutet durch die Katastrophe von Heysel. Die Europapokalsperre traf die englischen Klub hart. Dazu war der Stadtrivale FC Everton ein hartnäckiger Titelkonkurrent geworden und obwohl Liverpool 1986 wieder das „Double“ aus englischer Meisterschaft und FA Cup gewonnen hatte, endete Twentymans Zeit (wie auch die von Chris Lawler im Trainerstab) nach dem Ende der Saison. Nach Aussage von Norman Clarke, einem engen Vertrauten von Twentyman bei Spielbeobachtungen, war dafür mitentscheidend, dass beim Scouting das Talent von Evertons Torjäger Gary Lineker einstweilen nicht erkannt worden war.
Liverpools Ex-Spieler Graeme Souness, der ab 1987 in Schottland Trainer der Glasgow Rangers war, nutzte die Gelegenheit und verpflichtete Twentyman. Gemeinsam lotsten sie Spieler wie Mark Walters, Trevor Steven, Terry Butcher und Mark Hateley in den Ibrox Park. Twentyman blieb bis 1991 bei den Rangers, als diese sich dazu entschlossen, weniger auf englische Spieler zu setzen. Da sein angestammtes Sichtungsgebiet gleichsam in Schottland und im englischen Norden lag, erkannte Twentyman die auf Abschied gestellten Weichen. Das Ende bei den Rangers markierte Twentymans endgültiges Aus im Profifußballgeschäft und er verabschiedete sich in den Ruhestand.
In den letzten zehn Jahren seines Lebens verschlechterte sich Twentymans Gesundheitszustand deutlich. Er tat sich schwer damit, ein Leben jenseits des Fußballs zu gestalten und zum Ende der 1990er-Jahre zog er – mittlerweile an der Alzheimer-Krankheit leidend – in ein Pflegeheim. Mitte Februar 2004 verstarb er im Alter von 74 Jahren.